# VdB 40
vdB 40 è una nebulosa a riflessione visibile nella costellazione di Orione.
Si trova quasi perfettamente sulla stessa linea di vista della brillante stella Bellatrix (γ Orionis), e infatti la sua osservazione viene fortemente disturbata dalla luce di questa stella; in realtà la sua posizione è più remota di quella di Bellatrix. La stella responsabile dell'illuminazione dei gas della nube è catalogata come HD 243588; si tratta di una gigante gialla di classe spettrale G8III e una magnitudine di 7,87, posta probabilmente alla distanza di circa 179 parsec (583 anni luce), valore derivato dalla sua parallasse, pari a 5,59 mas. La distanza di Bellatrix è invece di appena 250 anni luce. vdB 40 viene a trovarsi più in primo piano rispetto alla grande regione nebulosa del Complesso nebuloso molecolare di Orione.